# Luxburgaffären
Luxburgaffären var en politisk skandal 1917 som fått sitt namn efter den dåvarande tyske chargé affaires i Buenos Aires greve Karl von Luxburg.
I maj och juni 1917 sände von Luxburg chiffertelegram från Buenos Aires till Berlin, där han anmodade tyska regeringen att låta sänka några argentinska fartyg. Telegrammen förmedlades genom svenska utrikesdepartementet genom ett avtal från första världskrigets första år. Telegrammen kom dock att uppsnappas av det amerikanska utrikesministeriet och publicerades, vilket ledde till hård kritik mot det svenska inrikesministeriet, som inte skaffat sig kännedom om telegrammens innehåll. Affären avvecklades genom en ursäkt från den tyska regeringen för missbruket av den framförhandlade telegramförmedlingen.